# Эггтер (спутник)
Эггтер — естественный спутник Сатурна. Его открытие было объявлено Скоттом Шеппардом, Дэвидом Джуиттом и Дженом Клина 7 октября 2019 года из наблюдений, проведённых в период с 12 декабря 2004 года по 21 марта 2007 года. Постоянное название ему было присвоено в августе 2021 года. 24 августа 2022 года он был назван в честь Эггтера, ётуна из скандинавской мифологии.
Диаметр Эггтера — около 4 км, большая полуось —  19 776 700 км, период обращения — 1033 земных суток, обращается вокруг Сатурна с прямым направлением под наклоном 167,1° к плоскости эклиптики, эксцентриситет орбиты — 0,12.